# Bazoches-sur-Vesles
Bazoches-sur-Vesles là một xã ở tỉnh Aisne, vùng Hauts-de-France thuộc miền bắc nước Pháp.